# Wollig kartelblad
Wollig kartelblad (Pedicularis gyroflexa) is een kruidachtige plant uit de bremraapfamilie (Orobanchacea).
De plant is endemisch in de Alpen en komt vooral voor op kalkgraslanden.

## Naamgeving enetymologie
- Frans: Pédiculaire arquée

De botanische naam Pedicularis is afgeleid van het Latijnse pediculus (luis), naar het bijgeloof dat het eten van de plant door vee zou leiden tot besmetting door luizen. De soortaanduiding gyroflexa verwijst naar de sikkelvormig- of spiraalvormig gedraaide bloemkroon.

## Kenmerken
Wollig kartelblad is een overblijvende, kruidachtige halfparasiet met een 10 tot 30 cm lange, opgerichte, wollig behaarde bloemstengel. De plant heeft een wortelrozet van tot 35 mm lange, wollig behaarde, lijnlancetvormige, veerdelige bladeren, en gelijkvormige stengelbladeren die naar boven toe minder ingesneden zijn.
De bloemen staan in een bloemtros, aanvankelijk kort en halfrond, later meer langwerpig. Ze zijn lichtroze gekleurd; de kelk is klokvormig, met vijf ongelijke tanden, eveneens wollig behaard; de kroon is cilindervormig, tweemaal zo lang als de kelk, onbehaard, sikkelvormig tot spiraalvormig gebogen; de bovenlip is kort gesnaveld maar ongetand, de onderlip drielobbig; de schutbladen zijn even lang als de kelk en drielobbig.
Wollig kartelblad bloeit van juni tot augustus.

## Habitaten verspreiding
Wollig kartelblad komt vooral voor in niet te droge, subalpiene en alpiene kalkgraslanden en lichte bossen, tot op een hoogte van 2800 m.
De plant is endemisch voor de Alpen. In Frankrijk komt hij voor in de departementen Isère, Savoie, Hautes-Alpes, Alpes-de-Haute-Provence en Alpes-Maritimes. Verder komt de soort voor in Zwitserland in de kantons Wallis en Ticino, in Noord-Italië, en in Tirol.
... · 
P. gyroflexa (Wollig kartelblad) · 
P. kerneri · 
P. lapponica (Laplands kartelblad) · 
P. oederi (Bont kartelblad) · 
P. palustris (Moeraskartelblad) · 
P. rosea (Roze kartelblad) · 
P. rostratospicata (Vleeskleurig kartelblad) · 
P. sceptrum-carolinum (Karels scepter) · 
P. sylvatica (Heidekartelblad) · 
P. tuberosa (Knolkartelblad) · 
P. verticillata (Kranskartelblad) · 
...